# Ignatius Paul Pinto
Ignatius Paul Pinto (1925-2023) là một Giám mục người Ấn Độ của Giáo hội Công giáo Rôma. Ông nguyên là Tổng giám mục chính tòa Tổng giáo phận Bangalore và Tổng Thư kí Hội đồng Giám mục Ấn Độ [C.C.B.I.]. Trước đó, ông còn đảm nhận vị trí Giám mục chính tòa Giáo phận Shimoga.

## Tiểu sử
Tổng giám mục Ignatius Paul Pinto sinh ngày 18 tháng 5 năm 1925 tại Bantval, thuộc Ấn Độ. Sau quá trình tu học dài hạn tại các cơ sở chủng viện theo quy định của Giáo luật, ngày 24 tháng 8 năm 1952, Phó tế Pinto, 27 tuổi, tiến đến việc được truyền chức linh mục.
Sau hơn 35 năm thi hành các hoạt động mục vụ trên cương vị là một linh mục, 14 tháng 11 năm 1988, thông báo từ từ Tòa Thánh loan báo về việc Giáo hoàng đã tuyển chọn linh mục Ignatius Paul Pinto, 63 tuổi, gia nhập và giám mục đoàn Công giáo hoàn vũ, với vị trí được trao là Giám mục chính tòa Giáo phận Shimoga. Lễ tấn phonbg cho vị giám mục tân cử được tổ chức sau đó vào ngày 31 tháng 1 năm 1989, với phần nghi thức cử hành cách trọng thể bởi 3 giáo sĩ cấp cao. Chủ phong cho tân giám mục là Tổng giám mục Alphonsus Mathias, Tổng giám mục Tổng giáo phận Bangalore. Hai vị còn lại với vai trò phụ phong, gồm có Giám mục John Baptist Sequeira, Giám mục chính tòa Giáo phận Chikmagalur và Giám mục Maxwell Valentine Noronha, Giám mục chính tòa Giáo phận Calicut. Tân giám mục chọn cho mình châm ngôn:Ora et labora.
Sau gần 10 năm năm với vị trí đứng đầu Giáo phận Shimoga trên phương diện Công giáo, ngày 14 tháng 9, Tòa Thánh công bố quyết định thuyên chuyển Giám mục Ignatius Paul Pinto cho nhiệm vụ mới, cụ thể là thăng Tổng giám mục, chức danh Tổng giám mục chính tòa Tổng giáo phận Bangalore.
Sau gần 6 năm làm Tổng giám mục Bangalore, Tổng giám mục Pinto nộp đơn xin từ nhiệm vì lí do tuổi tác, theo Giáo luật và được Tòa Thánh thông báo chấp thuận vào ngày 22 tháng 7 năm 2004.
Ngoài các chức danh, nhiệm vụ nhận được từ phía Tòa Thánh, Tổng giám mục Ignatius Paul Pinto còn đảm nhận nhiều vị trí khác như Tổng Thư kí Hội đồng Giám mục Ấn Độ trong khoảng thời gian 4 năm từ năm 1994 đến năm 1998.
Ông qua đời ngày 23 tháng 2 năm 2023, thọ 97 tuổi.